# Distrikt Picota
Der Distrikt Picota liegt in der Provinz Picota in der Region San Martín in Nordzentral-Peru. Der Distrikt wurde am 14. August 1920 gegründet. Er besitzt eine Fläche von 217 km². Beim Zensus 2017 wurden 10.731 Einwohner gezählt. Im Jahr 1993 lag die Einwohnerzahl bei 7221, im Jahr 2007 bei 8164. Sitz der Distrikt- und der Provinzverwaltung ist die 218 m hoch gelegene Kleinstadt Picota mit 8706 Einwohnern (Stand 2017). Picota befindet sich 120 km südöstlich der Regionshauptstadt Moyobamba.

## Geographische Lage
Der Distrikt Picota liegt in den östlichen Voranden südzentral in der Provinz Picota. Der Río Huallaga durchquert das Areal anfangs in nordöstlicher, später in nördlicher Richtung.
Der Distrikt Picota grenzt im Westen an die Distrikte San Cristóbal und Caspisapa, im Norden an den Distrikt Pucacaca, im Osten an den Distrikt Tingo de Ponasa sowie im Süden an den Distrikt Bajo Biavo (Provinz Bellavista).

## Ortschaften
Im Distrikt gibt es neben dem Hauptort folgende größere Ortschaften:
- Barranquita (357 Einwohner)
- Santa Rosillo (325 Einwohner)
- Villanueva del Río (248 Einwohner)
- Wingo (544 Einwohner)